# UTC+03:30
| Južni poletni/severni standardni čas Morska območja | Severni poletni/južni standardni čas Standardni čas vse leto |

UTC+03:30 je časovni pas z zamikom +3 ure in 30 minut glede na univerzalni koordinirani čas (UTC). Ta čas se uporablja na naslednjih ozemljih (stanje leta 2022):

## Kot standardni čas (vse leto)

### Azija
- Iran